# Toshikazu Soya
Toshikazu Soya (japanisch 征矢 智和 Soya Toshikazu; * 21. Oktober 1989 in der Präfektur Tokio) ist ein ehemaliger japanischer Fußballspieler.

## Karriere
Soya erlernte das Fußballspielen in der Jugendmannschaft von Tokyo Verdy und der Universitätsmannschaft der Ryūtsū-Keizai-Universität. Seinen ersten Vertrag unterschrieb er 2012 bei Albirex Niigata (Singapur). Im September 2012 wechselte er zu Grulla Morioka. Am Ende der Saison 2013 stieg der Verein in die J3 League auf. 2016 wechselte er zu Saurcos Fukui. 2017 wechselte er zu MIO Biwako Shiga. Ende 2017 beendete er seine Karriere als Fußballspieler.